# Hundsjukdomar
Hundsjukdomar är sjukdomar som drabbar hundar. Det finns en stor variation av hundsjukdomar och kan vara allt från milda fall till mycket allvarliga.

## Infektionssjukdomar
Infektionssjukdomar som hundar rutinmässigt vaccineras mot är virussjukdomarna valpsjuka, smittsam leverinflammation (HCC) och hundens parvovirus. Vanligt är också vaccination mot kennelhosta (som är samlingsnamn för flera olika influensasmittor). Vid utlandsresa vaccineras hundar mot rabies och leptospiros som är en bakteriesjukdom.

### Valpsjuka
Valpsjuka kan bryta ut i alla åldrar, men det sker oftast hos yngre hundar. Hunden får hög feber, aptitlöshet och diarré. Det kan ta fyra veckor innan febern går ner. Det finns inget botemedel, men antibiotika kan lindra symptomen. Om hunden överlevt kan det efter tre till fyra månader uppstå kramper orsakade av skador på det centrala nervsystemet, ett tillstånd som inte går att behandla.

### Parvovirus
Sjukdomen ger upphov till en blodig tarminflammation med blodiga diarréer, kräkningar, feber och slöhet. Hos valpar kan parvovirus orsaka inflammation av hjärtmuskulaturen. Viruset sprids via avföringen från smittade hundar.

### Smittsam leverinflammation (HCC)
Smittsam leverinflammation är detsamma som infektiös hepatit, HCC står för hepatitis contagiosa canis. Inflammationen i levern orsakas av ett virus. Hunden får hög feber, aptitlöshet och blodiga diarréer. Sjukdomen leder oftast till döden, ibland efter bara några timmar.

### Leptospiros
Leptospiros är mycket allvarlig och angriper njurar och lever. Den är ovanlig i Sverige, men vaccinering rekommenderas om man ska resa till andra länder.

### Rabies

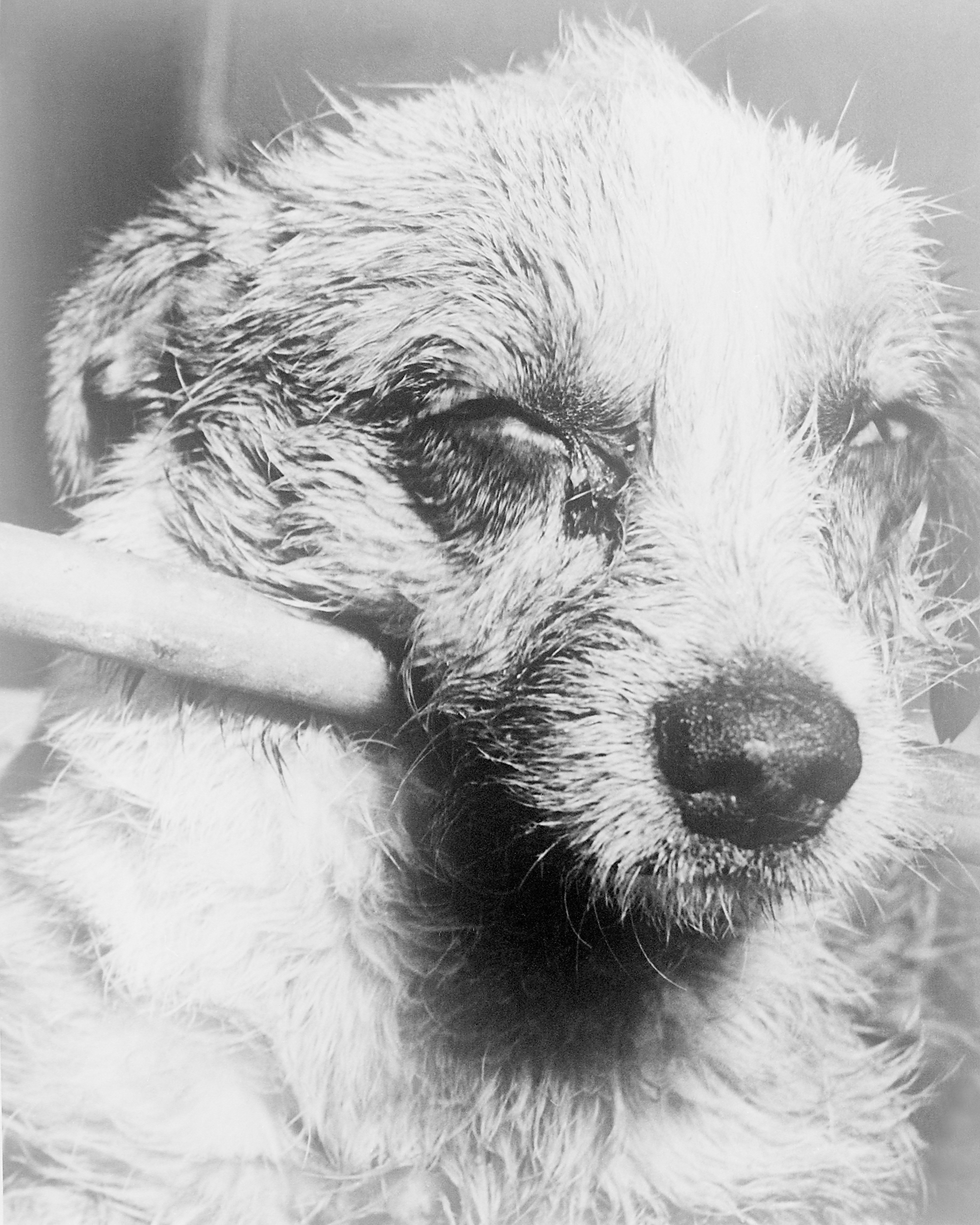
Hund med rabies.

Rabies orsakas av ett virus som angriper nervsystemet. Virus sprids med saliv, oftast efter ett bett. Symptomen är att hunden ändrar sitt beteende och får nervösa störningar. Hunden får raserianfall och försöker bita i allt den kommer nära. Till slut får hunden förlamningar och kan inte äta.

## Parasitsjukdomar
Ett antal parasiter angriper hundar, däribland loppor och löss. Om man inte behandlar kan de ge upphov till infektioner.

### Fästingar
För hund finns inga vaccin mot de fästingburna sjukdomarna TBE eller borrelia. Hundar insjuknar sällan efter TBE-smitta. Borreliasmitta behandlas som hos människan med antibiotika. Fästinghalsband eller medel som droppas på huden hjälper till att hålla fästingar borta.

### Kvalster
Till kvalsterburna sjukdomar som kan drabba hundar hör rävskabb, noskvalster och demodikos (som är en hårsäckssjukdom orsakad av ett demodexkvalster). Den sistnämnda misstänks vara ärftlig.

#### Öronskabb
Öronskabb hittar man för det mesta hos hundvalpar. En hund som har fått öronskabb kliar sig oftare. Om man tittar i örat så ser man en kraftig utsöndring av svartbrunt sekret. Man kan se skabbdjuret under ett mikroskop. Det är viktigt att man behandlar det snabbt. Annars kan hunden få infektioner senare i livet. Man kan bota öronskabb.

### Mask
Hundar i Sverige kan drabbas av spolmask och bandmask. Tikar som valpat liksom valpar och unghundar samt hundar som vistas på kennel eller hunddagis eller i hundrastgårdar avmaskas regelbundet. Annars avmaskas hundar endast efter misstankar, då avföringsprov först lämnas till veterinär. Anledningen till det är risken för resistens. Hakmask och piskmask kan förekomma hos importerade hundar. Hundar kan vara bärare av dvärgbandmask men blir inte själva sjuka, däremot kan de smitta människor med echinokockinfektion genom larver som kan finnas bl.a. i pälsen och som är osynliga för blotta ögat.

## Ärftliga sjukdomar
Svenska Kennelklubben (SKK) har hälsoprogram för ett antal ärftliga sjukdomar som man försöker komma tillrätta med genom att drabbade hundar inte används i avel. De ärftliga sjukdomarna är kopplade till särskilda hundraser. Många fler ärftliga sjukdomar är uppmärksammade hos olika hundraser, men förekommer i så liten utsträckning att de inte föranlett särskilda program, men för konstaterat sjuka djur gäller ändå att de inte får användas i avel. För de sjukdomar som ingår i hälsoprogrammen, gäller att man måste visa negativa testresultat, innan man avlar på hunden.

### Ledsjukdomar
Ledsjukdomar som omfattas av SKK:s hälsoprogram är höftledsdysplasi (HD), patellaluxation samt artrossjukdomarna armbågsledsdysplasi (ED) och knäledsdysplasi.

#### Armbågsledsdysplasi (ED)
Armbågsledsdysplasi (ED efter engelskans elbow dysplasia) eller armbågsledsartros är en form av osteokondros. Det är en onormal förslitning av brosket i armbågslederna. Man kan oftast inte se ED på röntgenbild, men det ger upphov till benpålagringar som man tydligt kan urskilja. Hunden behöver inte uppvisa några som helst tecken. Men hunden kan få hälta, oftast ser man det bäst när hunden har vilat. Den kan också vara öm. ED kan förväxlas med växtvärk.

### Ögonsjukdomar

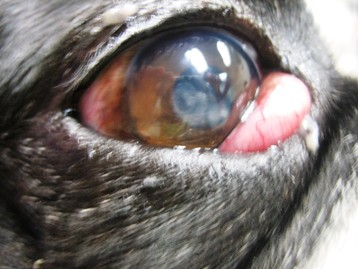
Cherry eye

Ögonsjukdomar som omfattas av SKK:s hälsoprogram är: progressiv retinal atrofi (PRA), grå starr (katarakt), Collie Eye Anomaly (CEA), linsluxation, PHTVL/PHPV (Persisterande Hyperplastisk Tunica Vasculosa Lentis / Persisterande Hyperplastisk Primär Vitreus) och retinal dysplasi. En ögonsjukdom som inte omfattas av hälsoprogram är cherry eye.

### Hjärt- och blodsjukdomar
Dessa båda sjukdomar omfattas av SKK:s hälsoprogram: hemofili A (blödarsjuka) och endokardos (hjärtklaffsdegeneration)

### Njursjukdomar
För renal dysplasi, utvecklingsrubbning i njurvävnaden, finns hälsoprogram, däremot inte för addisons sjukdom.

### Merlegen
Genen som ger färgen merle är i enkel upplaga inte sjukdomsalstrande, men den är recessivt ärftlig. I dubbel upplaga ger den upphov till dövhet och blindhet.

## Övriga sjukdomar
Enligt försäkringsbolaget Agria är dessa sjukdomar och diagnoser de som oftast föranleder att hundförsäkringen faller ut: Livmoderinflammation, hudtumör, juvertumör, öroninflammation, traumatiska skador på huden (skärsår, bitsår, slitsår, sticksår m.m.), gastroenterit (mag-tarminflammationer), hälta, pyodermi (hudinfektioner), akut tonsillit (halsfluss) och akut analsäcksinflammation.

### Öroninflammation
Om en hund skakar på huvudet nästan hela tiden så kan man tänka på öroninflammation. Man kan också känna igen det genom att hunden försöker att klia sig med tassen eller att den gnider huvudet mot golvmattor. Och om man tittar i örat kan det vara mer öronvax än vad det brukar. Om man ser att hunden har dessa symtom så ska man söka veterinär. Veterinären tvättar öronen och ger en örondroppar till hunden. 

### Blodöra
Man känner igen blodöra på att öronen svullnar och hunden försöker skaka på huvudet. Men det behöver inte göra ont vid beröring. Det behövs inget kirurgiskt ingrepp, veterinären drar ut vätskan med en kanyl.

### Cancer

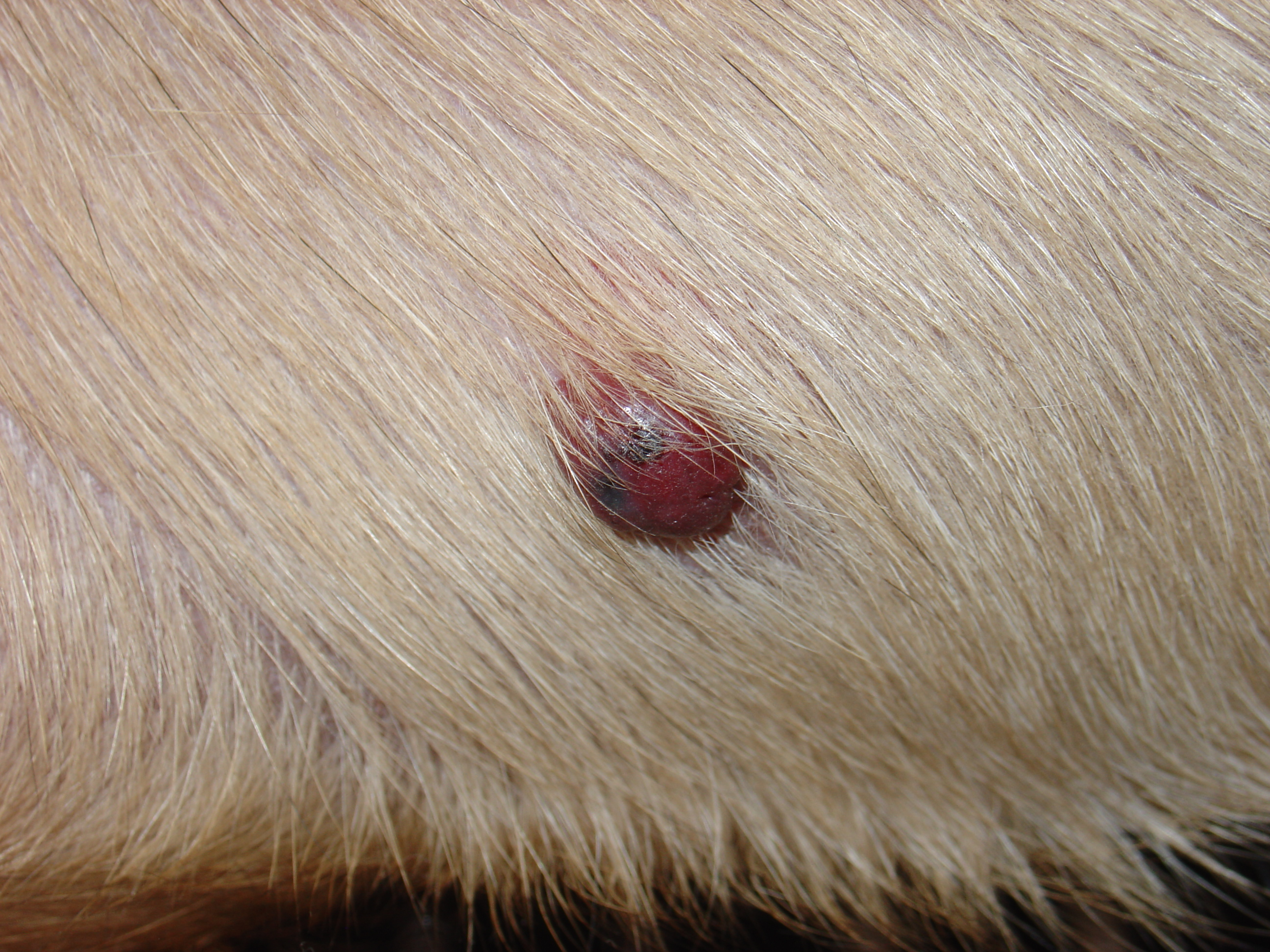
Hemangiosarkom

- Hemangiosarkom